# Demetrios Capetanakis
Demetrios Capetanakis, auch Demetrios Kapetanakis bzw. Demetrios Capetanaces, (griechisch Δημήτριος Καπετανάκης; * 22. Januar 1912 in Izmir; † 9. März 1944 in London) war ein griechischer Dichter, Essayist und Literaturkritiker. Die letzten Jahre seines Lebens verbrachte er in Großbritannien und war eng verknüpft mit der Bloomsbury Group.

## Leben
Demetrios Capetanakis wurde 1912 in Izmir als Sohn eines Hafenarztes geboren. Nach dem Tod seines Vaters im Jahr 1922 floh die Mutter mit ihren drei Kindern vor dem Griechisch-Türkischen Krieg nach Athen. Dort studierte Capetanakis Politik- und Wirtschaftswissenschaften an der Universität in Athen u. a. bei Panagiotis Kanellopoulos. In Heidelberg wurde Capetanakis 1934 mit der Dissertation „Liebe und Zeit“ promoviert. In Deutschland interessierte er sich für die Ideen von Stefan George, den er schließlich als Vorläufer des Nationalsozialismus ablehnte. Kapetanakis arbeitete dann kurze Zeit in der Presseabteilung der griechischen Botschaft in London. Zurück in Griechenland veröffentlichte er mehrere philosophische Studien – darunter eine über den „Kampf der einsamen Seele“ und eine über die „Mythologie der Schönheit“, sowie Übersetzungen von Gedichten von Friedrich Hölderlin (1938).
Im Jahr 1939 kam er mit einem Stipendium des British Council nach Großbritannien, um an der University of Cambridge bei Dadie Rylands zu studieren. Die Dichterin Edith Sitwell unterstützte ihn dieser Zeit und wurde zur Freundin. Im Jahr 1941 traf er den Dichter und Verleger John Lehmann, der Capetanakis in New Writing veröffentlichte und Mentor und enger Freund wurde. Durch Lehmann lernte er auch den Schriftsteller William Plomer kennen, der zur Bloomsbury Group gehörte. Die Begegnungen führten dazu, dass Capetanakis auf Englisch zu schreiben begann und ein erstes Gedicht im Juni 1942 in New Writing veröffentlichte. Capetanakis schrieb Artikel und Gedichte für Zeitschriften wie The Listener und Time and Tide.
Kurz lebte er in Birmingham, um den ehrenamtlichen Rettungskräften der Friends Ambulance Unit zu helfen, sich auf die humanitäre Hilfe im von den Nazis befreiten Griechenland vorzubereiten; unterstützt wurde er in dieser Zeit von Elizabeth Cadbury.
Im Jahr 1942 diagnostizierte man bei ihm Leukämie. Capetanakis starb am 9. März 1944 im Londoner Westminster Hospital und wurde auf dem West Norwood Cemetery bestattet.
Drei Jahre nach Capetanakis’ Tod veröffentlichte John Lehmann 1947 posthum die Gedichte und Essays von Capetanakis unter Demetrios Capetanakis. A Greek Poet In England. Das Buch vereint 16 englischsprachige Gedichte, zwei weitere von Prevelakis und eines von Elytis, die Capetanakis übersetzt hatte. Außerdem elf Essays, darunter eines über Rimbaud, über Stefan George, Proust, Dostojewsi, zur englischen Lyrik und zur modernen griechischen Lyrik. Die Einführung schrieb Lehmann selbst, es folgen Essays von Edith Sitwell (Die Lyrik des Demetrios Capetanakis), Panagiotis Canellopoulos (Mein Freund Demetrios Capetanakis), William Plomer (Eine Erinnerung) und ein Porträtfoto von Hans Wild.
Der Nachlass mit Capetanakis’ Manuskripten und seiner Korrespondenz wird von der American School of Classical Studies at Athens aufbewahrt.

## Veröffentlichungen
- Rempō: mythos kai mitos gia tēn kolasē tēs poiēsēs tou. Typois K.S. Papadogiannē, Athen 1937
- Dokimia: mythologia tou ōraiou - eros kai chronos. Ekdoseis Galaxia, Athen 1962
- Mythologia tou ōraiou: dokimia kai poiēmata tou Dēmētrē Kapetanakē. Ekdoseis Charvey, Limnēs, 1988
- John Lehmann (Hrsg.): Demetrios Capetanakis: A Greek Poet In England. London 1947 (veröffentlicht 1948 in den Vereinigten Staaten unter The Shores of Darkness)
- The Isles of Greece. Denise Harvey Publisher, Limni 1987, ISBN 0-907978-10-X.